# Щербина Володимир Іванович
Щерби́на Володи́мир Іва́нович (16 [28] травня 1850, Київ, Київська губернія, Російська імперія — 1936, Київ, Українська РСР, СРСР) — український історик, педагог, громадський діяч. Член Київського товариства старожитностей і мистецтв, Київського товариства охорони пам'ятників старовини та мистецтва, член-кореспондент Всеукраїнської академії наук (УАН) (з 1925). Криптонім — «В. І.».

## Біографія
Народився 16 (28) травня 1850 року в родині лікаря Івана Щербини, нащадок родовитих київських міщан, яким належала садиба поряд з колишньою Київською міською думою на Подолі. Мати історика, Олександра Остапівна, була донькою українського письменника, автора казок, байок, пісень та віршів про козаччину Остапа Рудиковського (1784–1851).
Закінчив Другу київську гімназію (1868) та історично-філологічний факультет університету св. Володимира в Києві (1868–1873), учень Володимира Антоновича і Михайла Драгоманова. Результатом його навчання в університеті стала кандидатська робота «Гетьманство Кирила Григоровича Розумовського в зв'язку з попередньою історією Малоросії» (1873).
Згодом, закінчивши педагогічні курси Петербурзької військової гімназії (пізніше — Другий кадетський корпус), Щербина в 1876–1879 роках викладав російську історію і літературу в петербурзьких військовій та жіночій гімназіях.
З 1879 року жив і працював у Києві, протягом 1879–1920 років учителював у жіночих та чоловічих гімназіях. Щербина був членом київського історико-архівного гуртка, яким у 1880–1890-х роках керував Володимир Антонович, також співпрацював з київською Археографічною комісією і був членом Історичного Товариства Нестора Літописця.
Свої розвідки Щербина публікував у виданнях «Архив Юго-Западной России», «Чтения в историческом обществе Нестора Летописца», журналі «Киевская старина» (особливо в 1891–1899 рр.), також у «Записках НТШ» (під криптонімом В. І.). У 1901 році разом із Леонідом Добровольським за дорученням Історичного товариства Нестора-літописця і Московського археологічного товариства здійснив кілька експедицій на Правобережжя (головно в Васильківський та Бердичівський повіти), збираючи стародруки, рукописи, мистецькі пам'ятки.
Разом з Яковом Шульгином, Володимиром Науменком, Орестом Левицьким Щербина брав активну участь у різних громадсько-культурних організаціях Києва, з 1920 року віддався науковій роботі, працюючи у Національній бібліотеці при УАН, в Архівному управлінні і згодом у спеціалізованих ділянках УАН: в Археографічній комісії, керував Комісією  Києва і Правобережжя, був членом кафедри історії України.
1926 року з нагоди 50-річчя літературно-наукової діяльності Щербини, УАН видала монографію «Нові студії з історії Київа Володимира Івановича Щербини», що містить і бібліографію його праць. Вступну статтю «Історикові Київа» написав Михайло Грушевський.
1930 року, коли вченому виповнилося 80 років, він вийшов на пенсію. Помер 1936 року, похований на Звіринецькому кладовищі.

## Праці
Багато його праць появилося в журналі «Україна», «Наукових збірниках» та інших академічних виданнях. Тісно співпрацюючи з Михайлом Грушевським, Щербина присвятив головну увагу історії Києва:
- «О киевской старине» (три видання 1884, 1896, 1910) (рос.),
- «Киевские воеводы, губернаторы и генерал-губернаторы 1654–1775 гг.» [Архівовано 9 березня 2022 у Wayback Machine.] (Чтения в историческом обществе Нестора Летописца. — 1892. — Кн. VI) (рос.),
- «Первый киевский археолог М. Ф. Берлинский» (1896) (рос.),
- «Прошлое Киева и его памятники» (1912) (рос.),
- «Боротьба Києва за автономію» (1925),
- «Нариси з історії Києва, 1654–1914» (1926),
- «Головні будівлі Печерської Лаври» (1926);
- «Документи до історії Києва 1494–1835 рр.» // Український археографічний збірник. — 1926. — Т. 1.

Праці з історії Гайдамаччини:
- «Сава Чаленко и Игнат Голый» (1891) (рос.),
- «О происхождении слова „Колеивщина“» (1893) (рос.);

Праці з історії козаччини:
- «Последние следы козачества в Правобережной Украине» (1899) (рос.),
- «До питання про статті Б. Хмельницького в редакції 1659 р.» (1928),
- «Доба козаччини на Лівобережній Україні» (1930);
- «Украинские староства по люстрациям XVIII в.» (Архив Юго-Западной России. — 1905. — Ч. 7. — Т. 3) (рос.).

Автор спогадів про Володимира Антоновича, Леоніда Добровольського, Якова Шульгина, Івана Каманіна та про Університет св. Володимира 1870-х рр.
1892 року в журналі «Киевская старина» В. Щербиною були опубліковані праці братів Андія та Остапа Рудиковських — «Записки А. П. Рудиковского. Стихотворения Е. П. Рудиковского» (Киевская старина. — 1892. — Кн. 4-7).